# Velkopolsko (historické území)
Velkopolsko (polsky Wielkopolska, latinsky Polonia Maior, německy Großpolen) je historické území ve střední a západní části Polska s hlavním městem Poznaní. Poznaň je také historickou metropolí Velkopolska.
Patronkou Velkopolska je kališská kněžna, blahoslavená Jolanta Helena Polská z uherské dynastie Arpádovců.

## Název
Území ovládané Polany bylo zpočátku nazývané Polonia, později též Polonia Maior (jako rozlišení od Polonia Minor – Malopolsko). Prvním, kdo použil názvu „Velkopolsko“ (Polonia Maior), byl Matěj z Lubině, představený benediktinského kláštera v Lubini a kancléř knížete Boleslava Pobožného, jenž zmínil název Velkopolska (v původním významu „starší Polsko“) ve výnosu z 15. června 1257.

## Poloha
Velkopolsko se rozkládá na Velkopolském pojezeří a Severovelkopolské nížině.
Hranice regionu se během staletí měnily, což způsobuje problémy s určením jednoznačné historické hranice. Naproti tomu je často obecně uznáváno území tzv. vlastního Velkopolska (Wielkopolska właściwa), jejímiž nejvýznamnějšími městy jsou: Poznaň, Kališ, Konin, Piła, Ostrov Velkopolský, Hnězdno, Lešno. V širším smyslu se Velkopolsko dělí na:
- Vlastní Velkopolsko
  - Kališské vojvodství
    - Pałuki
    - Krajna (v novodobé historii spojená, jindy i včleněná do Pomoří / Pomorze Gdańskie)

  - Poznaňské vojvodství
    - Vschovské vojvodství
- Lubušsko (Lubusz)
- Kujavsko
- Lenčicko-Sieradzsko
  - Lenčické vojvodství
  - Sieradzské vojvodství (obsahuje Věluňsko)

## Externí odkazy

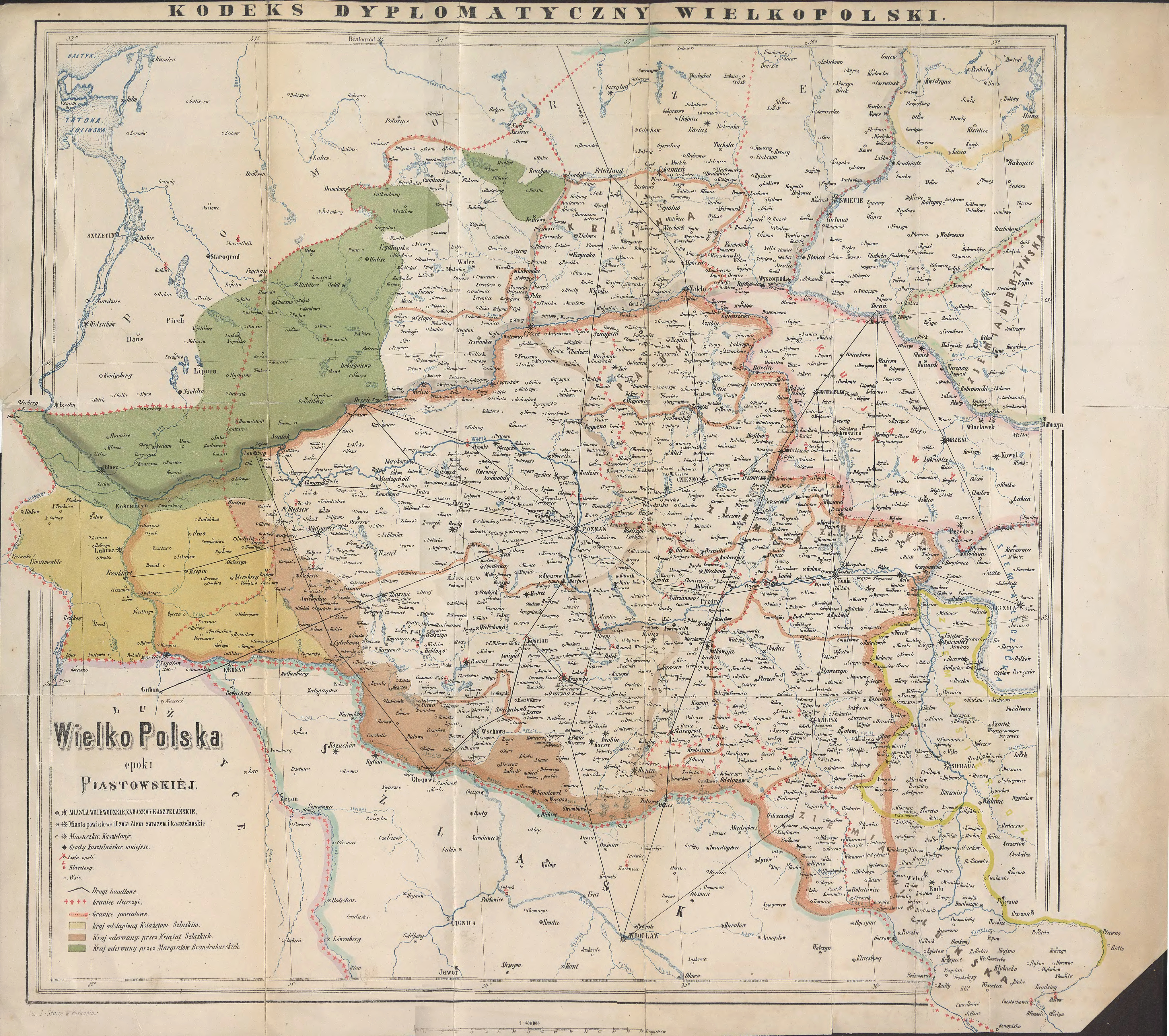
Území Velkopolska podle Diplomatického kodexu z dob vlády Piastovců
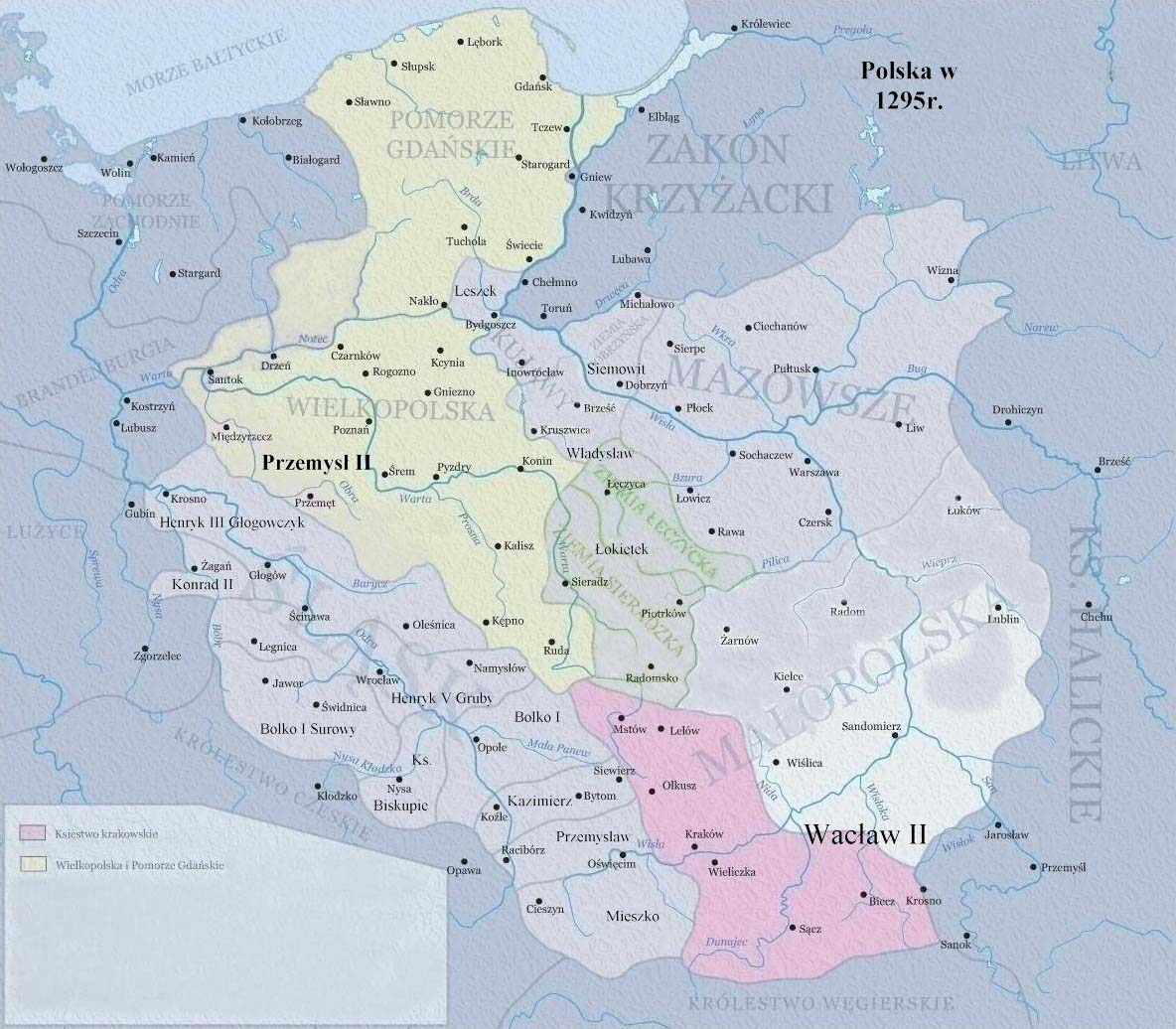
Polsko za vlády Přemysla II. v roce 1295
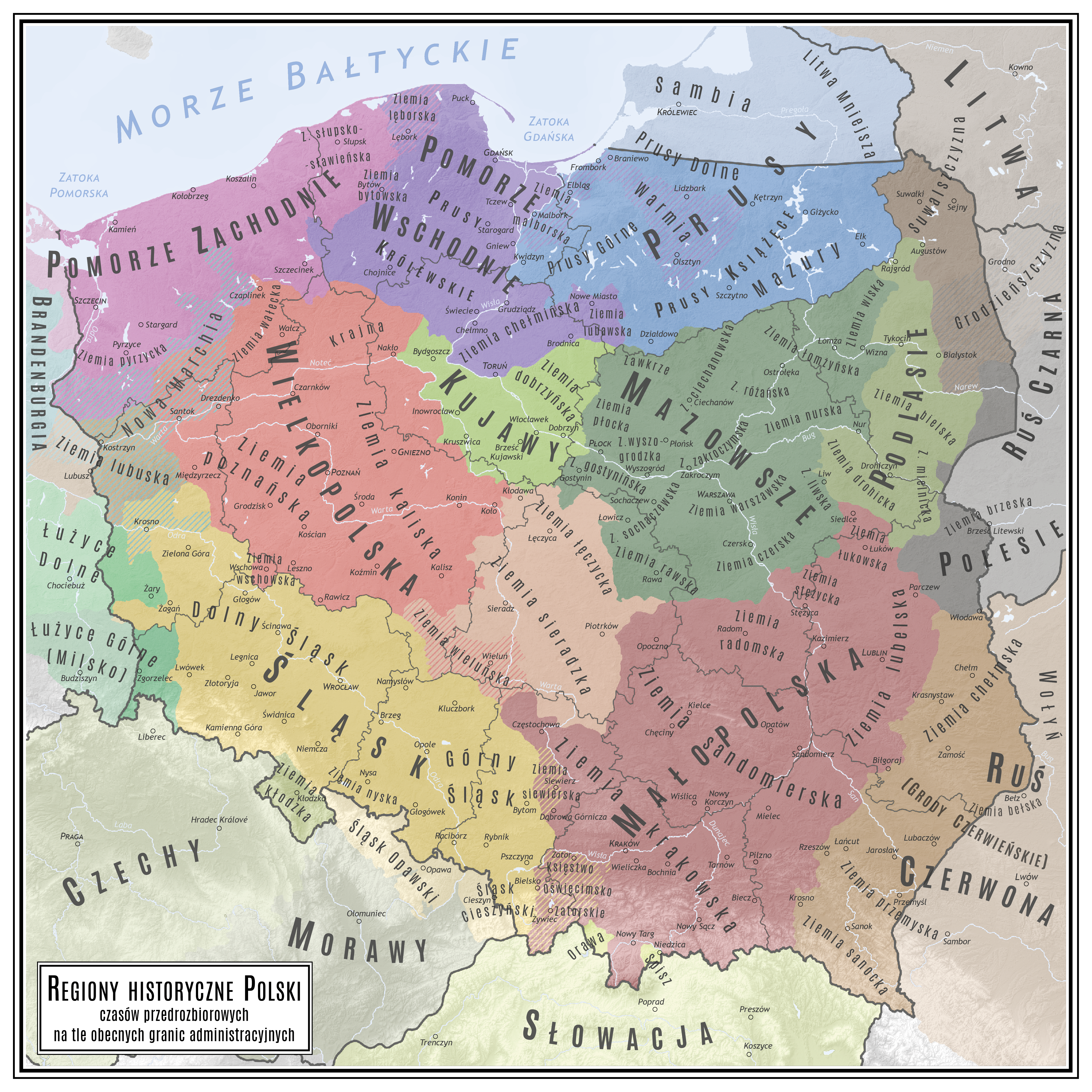
Velkopolsko a další historické země Polska na pozadí moderních správních hranic